# Platysympus brachyurus
Platysympus brachyurus är en kräftdjursart som först beskrevs av John Todd Zimmer 1907.  Platysympus brachyurus ingår i släktet Platysympus och familjen Lampropidae. Inga underarter finns listade i Catalogue of Life.